# Volleyball-Magazin
Das Volleyball-Magazin (VM) ist eine monatlich erscheinende Fachzeitschrift für die Themen Volleyball und Beachvolleyball. Das Magazin enthält Berichte zu aktuellen Wettbewerben, Porträts und Trainingstipps für beide Sportarten. Bis 2002 erschien es unter dem Namen Deutsche Volleyball-Zeitschrift (DVZ).

## Inhalt
Das Volleyball-Magazin berichtet über aktuelle Wettbewerbe im Volleyball und Beachvolleyball. Dazu gehören die Welt- und Europameisterschaften, die europäischen Wettbewerbe, die Bundesligen, der DVV-Pokal in der Halle und die diversen Turniere von der FIVB World Tour bis zur German Beach Tour im Sand. In Porträts werden Spieler, Trainer und Vereine aus beiden Sportarten vorgestellt. Im Mittelteil des Heftes gibt es in der Rubrik Volleyballtraining Tipps und Technikanalysen. Hinzu kommen weitere Themen wie die mediale Entwicklung.

## Marketing
Das Volleyball-Magazin erscheint monatlich. Die neue Ausgabe wird jeweils am letzten Freitag des Vormonats veröffentlicht. Leser können ein Abonnement abschließen. Im ersten Quartal 2020 hatte das Volleyball-Magazin 3.803 Abonnenten. Außerdem werden die einzelnen Ausgaben des Magazins im Zeitschriftenhandel sowie im Bahnhofsbuchhandel vertrieben.
Die meisten Leser sind laut Mediadaten des Jahres 2019 männlich (81 %) und das Durchschnittsalter beträgt 41,6 Jahre. 50,6 % der Leser haben einen Hochschulabschluss, weitere 27,2 % das Abitur. 71,5 % spielen aktiv Volleyball und 38,5 % sind im Beachvolleyball aktiv.

## Chronik
Der Sportjournalist Konrad Honig arbeitete zunächst für die Verbandszeitschrift Volleyball des Deutschen Volleyball-Verbands. Im Mai 1977 gründete er den nach seiner Frau benannten Philippka-Sportverlag und veröffentlichte in diesem Verlag die Deutsche Volleyball-Zeitschrift (DVS). 2002 wurde die Fachzeitschrift in Volleyball-Magazin (VM) umbenannt. Mit der November-Ausgabe 2015 erhielt das VM sein heutiges Layout.